# Grande moschea del Khan
La Grande moschea del Khan (tataro della Crimea Büyük Han Cami) si trova a Bachčisaraj in Crimea, ed è parte del Palazzo dei Khan. È una delle più grandi moschee della Crimea e uno dei primi edifici del palazzo di Khan. La moschea fu costruita nel 1532 da Sahib I Giray e portò il suo nome nel XVII secolo.

## Storia
La moschea è costituita da una sala di preghiera quadrata a tre corsie ricoperta da un tetto scoperto, un nartece e portici che si affacciano verso est e ovest. Due minareti ottagonali simmetrici salgono attraverso i portici; sono alti ventiquattro metri e hanno coperture coniche. Un chiosco di abluzione a cupola di forma quadrata è collegato all'angolo nord-orientale della moschea. Si ritiene che una madrasa costruita dal Khan Arslan Giray nel 1750 utilizzasse l'adiacenza della parete orientale. La moschea è costituita da un portale rivolto a nord. All'interno, un balcone è collegato a tre delle quattro pareti, parte della quale è separata dall'abitazione del Khan. Gli studiosi sostengono che la moschea fosse originariamente coperta da cupole di varie dimensioni.
Nel 1736 la moschea fu danneggiata dal fuoco e successivamente restaurata durante il regno del Khan Selameta Giray.

## Galleria d'immagini

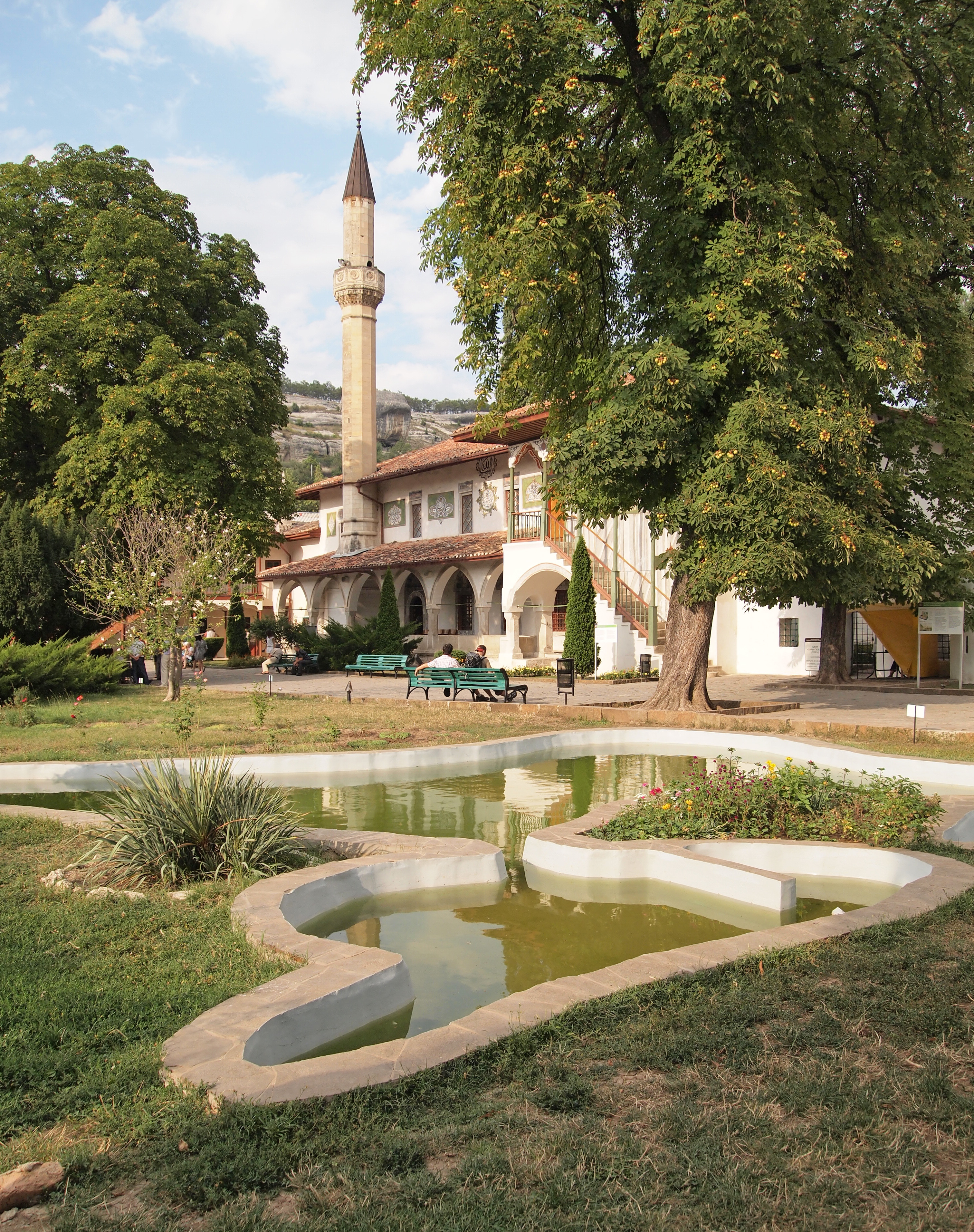
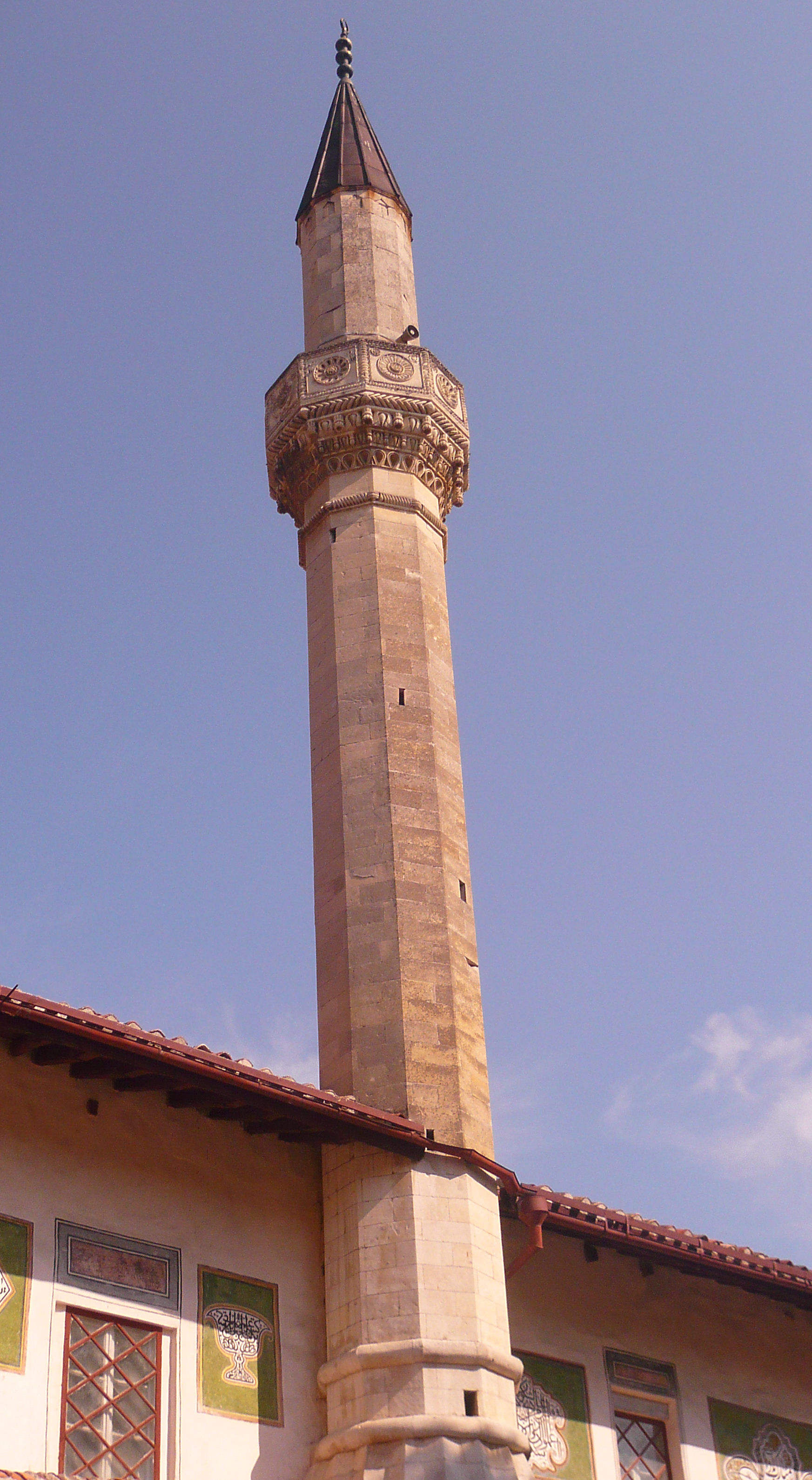
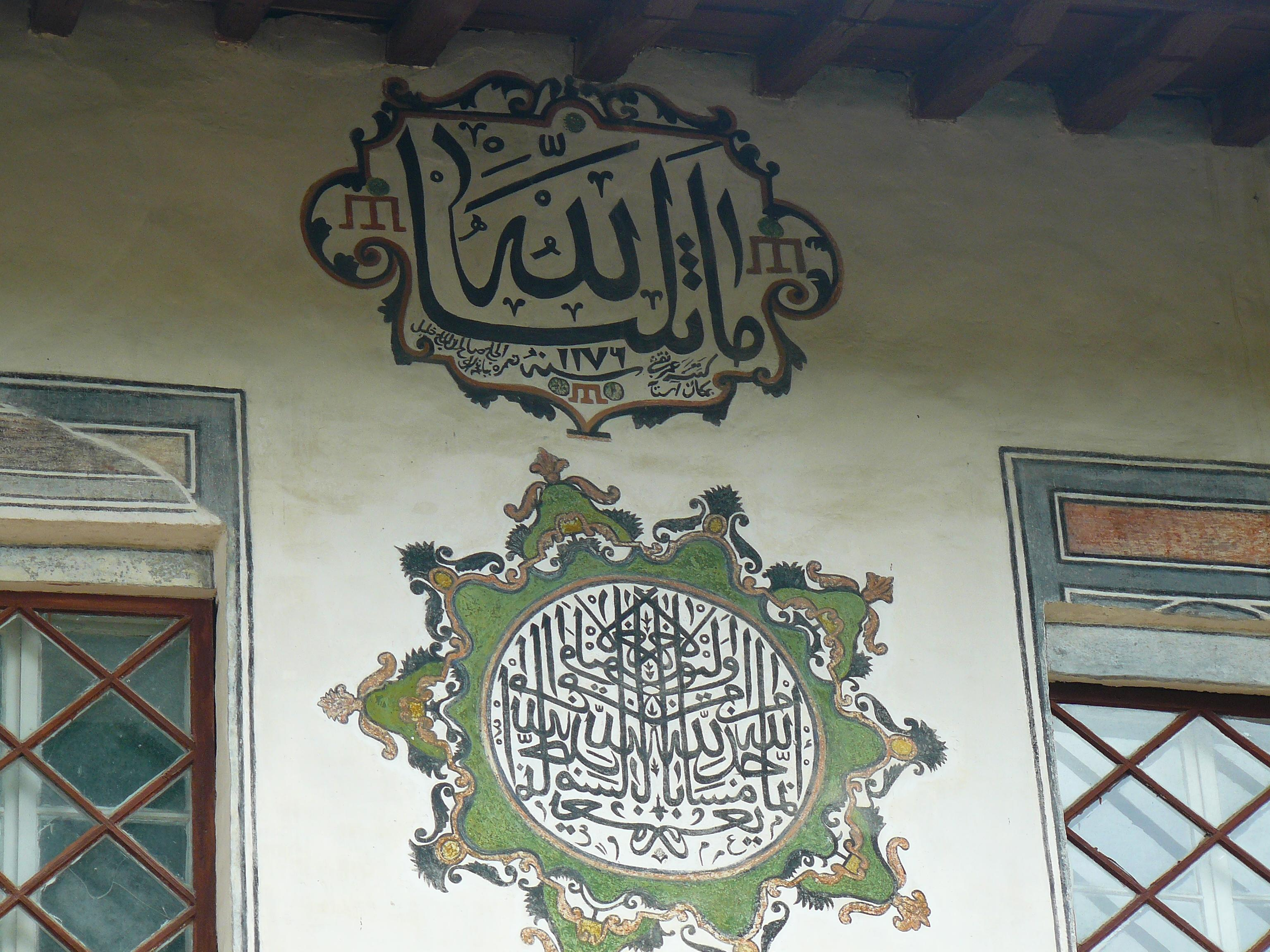
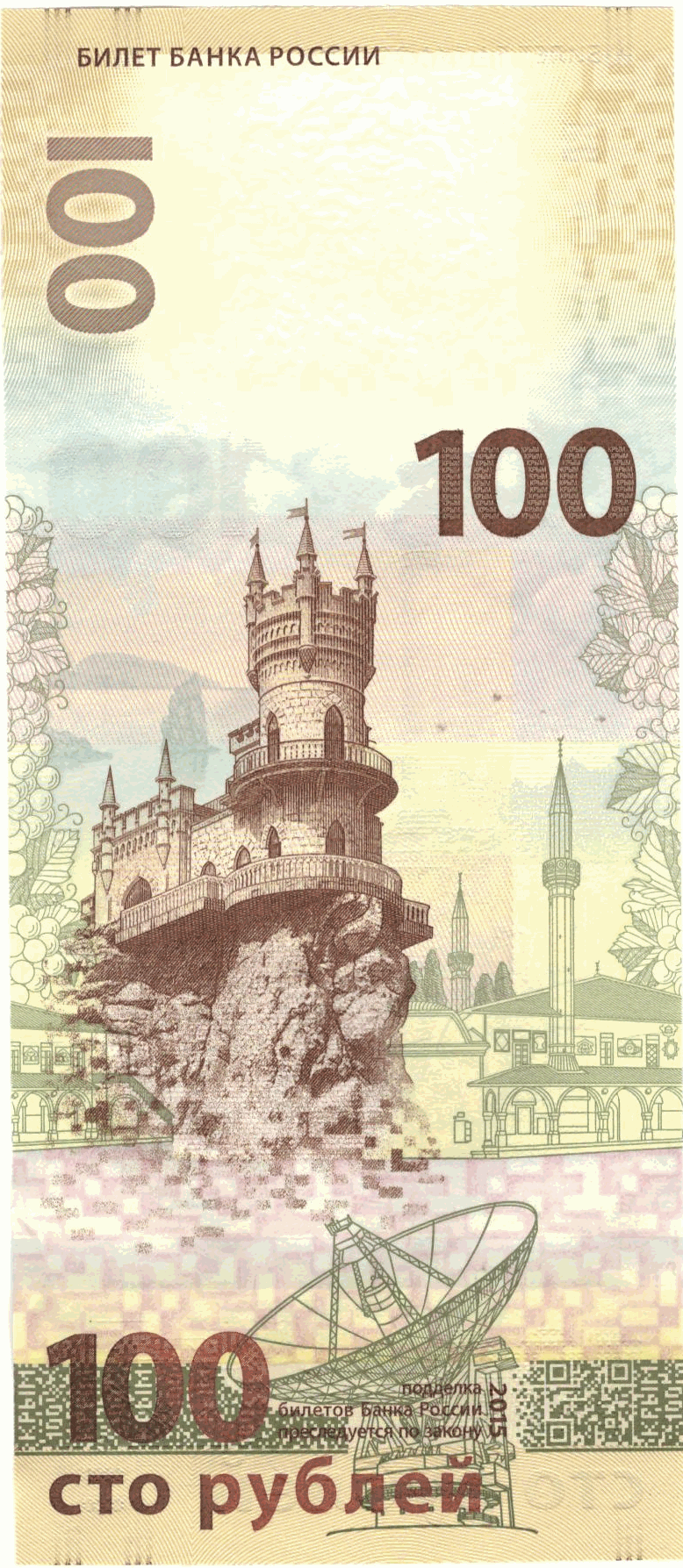
La moschea nelle banconote da 100 rubli